# Crochet (typographie)
Pour les articles homonymes, voir crochet.
Ne doit pas être confondu avec coche (typographie).
Un crochet est un signe de ponctuation. Il peut être ouvrant (« [ ») ou fermant (« ] »).

## Typographie
Le crochet indique en général une intervention extérieure au texte, alors que la parenthèse « appartient » à l'auteur. Ainsi, le lecteur peut distinguer ce qui est du fait de l'auteur, et ce qui ne l'est pas.
En typographie, des crochets indiquent qu'un mot a été remplacé ou ajouté dans une citation pour qu'elle reste compréhensible hors de son contexte : « Il [François] tourna la page du journal. » Ou bien : « Il se plaint de “devoir vivre avec toute [sa] famille”. » En effet, le membre de phrase original était « toute ma famille ».
Pour les documents tel l'épigraphie ou la papyrologie, les expressions lacunaires mais reconstituées par les éditeurs et philologues sont rétablis entre crochets.
Des points de suspension entre crochets […] signalent que l'on a raccourci une citation,.
En typographie française, le crochet ouvrant sert également en poésie où il signale la continuité d'un vers trop long pour tenir sur une seule ligne, comme ci-dessous.
De toute sa longueur

Sur de trop courtes lignes

Le vers s'étalait. Tant continuait

                          [l'horreur

Qu'on usa du crochet pour signe.
Les crochets peuvent aussi servir de parenthèses imbriquées dans d'autres parenthèses, mais ce n'est pas obligatoire.
Un crochet ouvrant est précédé d'une espace, et un crochet fermant doit être suivi d'une espace.

## Mathématiques
En analyse, les crochets servent à délimiter un intervalle. Un crochet tourné vers l'intérieur indique que la borne est incluse (par exemple {\displaystyle [1,2]}), et un crochet tourné vers l'extérieur indique que la borne est exclue (par exemple {\displaystyle ]0,+\infty [}). En géométrie, ils délimitent un segment de droite.
Des crochets étaient utilisés pour noter la partie entière ({\displaystyle [x]}) , remplacés maintenant par des demi-crochets : {\displaystyle \left\lfloor x\right\rfloor }.
Des crochets sont utilisés pour noter les différences divisées.
Les crochets servent aussi à désigner couramment des crochets de Lie. Ils sont parfois introduits sans faire une mention explicite à la structure d'algèbre de Lie.
En algèbre, les matrices peuvent être délimitées par des crochets : {\displaystyle {\begin{bmatrix}x&y\\z&v\end{bmatrix}}}.
Les crochets désignent aussi en théorie des groupes le commutateur de deux éléments. Si G est un groupe, [G,G] désigne parfois le groupe dérivé de G, sous-groupe engendré par les commutateurs. C'est le plus petit sous-groupe normal dont le quotient est commutatif. D'autres notations sont cependant utilisées pour le désigner.
Leur emploi a été introduit en 1629 par Albert Girard.

## Informatique
Dans certains langages de programmation, les crochets indiquent une opération sur un tableau.
- Seuls, ils peuvent indiquer la déclaration ou l'allocation d'un tableau ou d'une nouvelle case à un tableau existant.
- Avec un indice, ils désignent une case particulière d'un tableau (par exemple, en C, tab[1] indique que l’on veut accéder à l’élément 2 du tableau tab (la numérotation commence à 0, il s’agit donc du deuxième élément).
- En Objective-C, les crochets indiquent un appel de méthode d'un objet à une autre.

Dans le moteur de wiki MédiaWiki, le crochet sert à créer un lien externe et le double crochet un lien interne, vers les autres pages du wiki. À l'inverse, dans Wikicréole, le double crochet sert également à créer un lien externe.

## Astrophysique
Les crochets sont utilisés pour désigner les espèces atomiques, ou moléculaires, présentant des raies de transition interdites comme [O III].